# كارلوس غالدامس
كارلوس غالدامس (بالإسبانية: Carlos Galdames)‏ هو مدرب كرة قدم ولاعب كرة قدم تشيلي، ولد في 1 مارس 1980 في تشيلي. لعب مع ديبورتيس ماجالانز.

## وصلات خارجية
- كارلوس غالدامس على موقع قاعدة بيانات كرة القدم.إي يو (الإنجليزية)
- كارلوس غالدامس على موقع Soccerway.com (الإنجليزية)